# كالوم روس
كالوم روس (بالإنجليزية: Callum Ross)‏ هو لاعب كرة قدم بريطاني في مركز الوسط، ولد في 15 سبتمبر 1994 في نيوكاسل أبون تاين في المملكة المتحدة. لعب مع اوكلاهوما سيتي أنرجي.